# Lagny-le-Sec
Lagny-le-Sec är en kommun i departementet Oise i regionen Hauts-de-France i norra Frankrike. Kommunen ligger i kantonen Nanteuil-le-Haudouin som tillhör arrondissementet Senlis. År 2022 hade Lagny-le-Sec 2 046 invånare.

## Befolkningsutveckling
Antalet invånare i kommunen Lagny-le-Sec
| Referens: INSEE |